# Horacio Torsellino
Horacio Torsellino (noviembre de 1545 - 6 de abril de 1599), conocido en latín como Horatius Torsellinus, fue un historiador y hombre de letras italiano. Escribió libros sobre cristianismo, historia mundial y gramática latina.

## Vida y obras

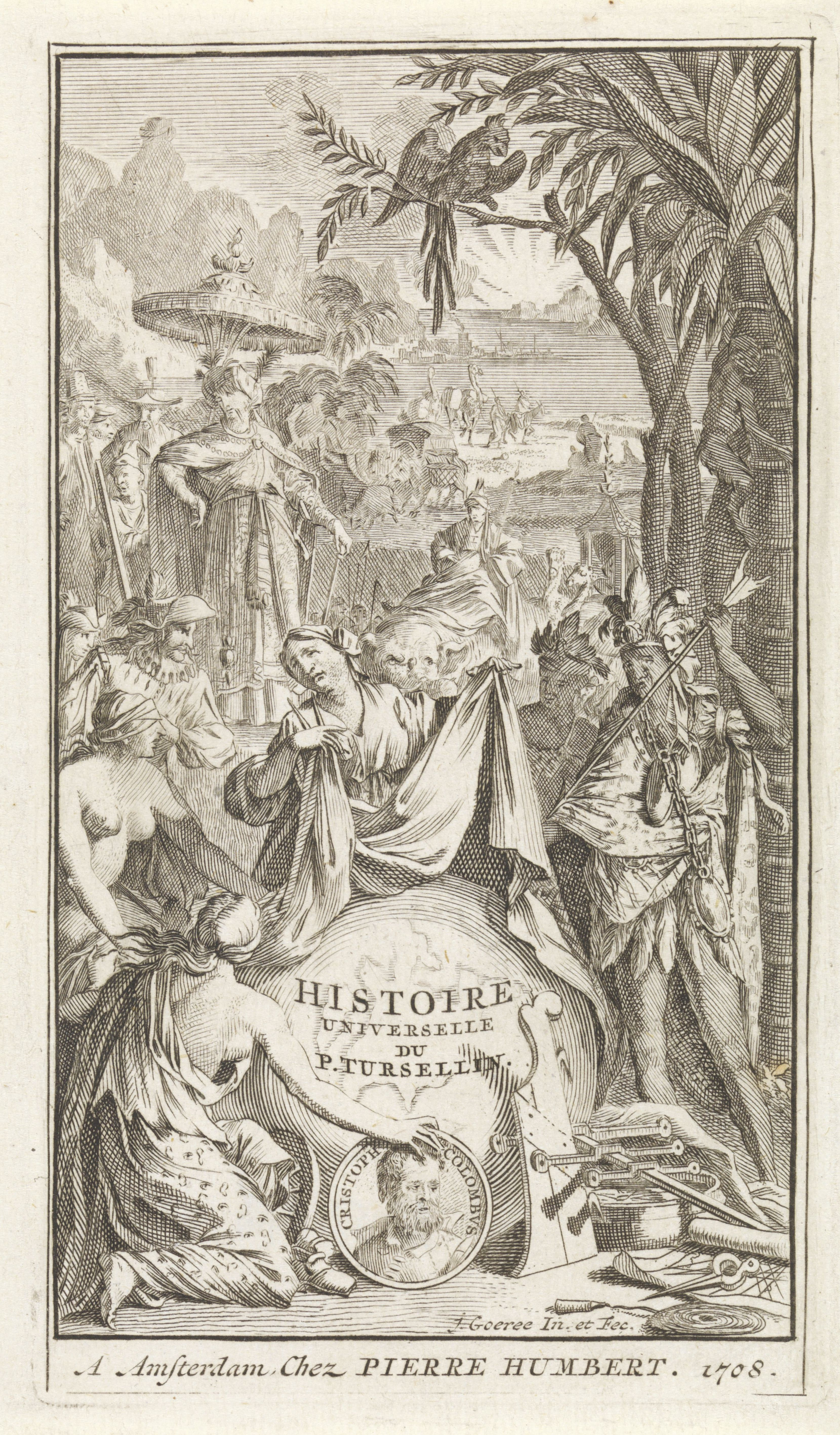
Página de título de la Histoire Universelle de Horacio Torsellino, 1708

Horacio Torsellino nació en Roma y se unió a la orden de los jesuitas. Posteriormente fue destinado a Florencia y Loreto, antes de regresar a Roma. Entre sus escritos se encuentran: 
- De vita San Francisci Xaverii libri VI (Roma, 1596, en cuarto)[3]
- La Vie du Bienhereux père François Xavier [Vida del bendito padre Francisco Javier]. Douay: Baltazar Bellere, 1608.
- De particulis Latinae orationis (1598, 12 meses)
- Epitome historiarum a mundo condito ad ann. 1598 (Roma, en cuarto)

Esta última fue continuada por Torsellino bajo la dirección de PC Caraffa y Philippe Briet. La obra en 1761 fue decretada prohibida por la Inquisición.
Sus volúmenes de Historia Universal están divididos en capítulos dedicados principalmente a diversos emperadores. Por ejemplo, el tercer volumen tiene capítulos sobre los Emperadores del Sacro Imperio Romano Germánico (o pretendientes en disputa), en orden: Enrique II, Conrado II, Enrique III, Enrique IV, Enrique V, Lotario II, Conrado III, Federico Barbarroja, Enrique VI, Otón. IV, Federico II, Rodolfo de Habsburgo, Adolfo de Nassau, Alberto de Austria, Enrique VII de Luxemburgo, Luis de Baviera, Carlos IV de Luxemburgo, Wenceslao de Luxemburgo, Ruperto de Baviera, Segismundo de Luxemburgo, Alberto II de Austria, Federico III, Maximiliano I y Carlos V de Austria.